# Raymond Macherot
Raymond Macherot, né le 30 mars 1924 à Verviers (province de Liège) et mort le 26 septembre 2008 à Polleur, est un auteur de bande dessinée belge. Connu pour être le créateur de la bande dessinée animalière Chlorophylle dans Tintin ainsi que Chaminou et Sibylline dans Spirou mais également de la bande dessinée humoristique Clifton.

## Biographie

### Jeunesse

#### Enfance
Raymond Macherot naît à Verviers le 30 mars 1924. Il est l'enfant unique d'un père cheminot qu'il perd à l'âge de huit ans et d'une mère commerçante qui vend des corsets et des soutiens-gorge qu'elle fabrique elle-même. Selon Raymond Macherot, son père, gravement blessé pendant la Première Guerre mondiale, est mort du fait de se sentir inférieur par les pensions de guerre qu'il perçoit. Dans sa jeunesse, il est bercé par les contes que lui raconte sa grand-mère. Il aime dessiner depuis toujours, mais sa mère refuse de l'encourager, car selon elle, les métiers artistiques ne permettent pas de gagner de quoi se nourrir. Elle se débarrasse de tous ses dessins d'enfant. À l'école, il est un élève moyen, qui préfère dessiner des bateaux et des filles pour ses copains.
Tout petit, il lit les aventures du canard Gédéon par Benjamin Rabier, dont les dessins l'attirent, ainsi que Tintin dans Le Petit Vingtième. De ce dernier, il a toujours préféré les histoires en noir et blanc à celles en couleur. Plus tard, il lit des bandes dessinées qui lui permettent de s'évader comme le journal Robinson, pour les séries Prince Vaillant d'Harold Foster et Flash Gordon d'Alex Raymond, ainsi que le journal Junior pour la série Terry et les Pirates de Milton Caniff. Il adore aussi les albums Hachette de Mickey Détective et des Pieds nickelés de Louis Forton. Côté littérature, il est profondément marqué par la lecture de L'Île au trésor écrit par Robert Louis Stevenson. Jusqu'à l'âge de dix-huit ans, il fréquente les Scouts Neutres, sans religion. Au cinéma, il est fortement marqué par le film Blanche-Neige et les Sept Nains, mais surtout par L'Île au trésor et par l'interprétation de Wallace Beery.

#### Guerre et occupation
En mai 1940, il prend part à l'exode en partant sur les routes à vélo en compagnie de Maurice Maréchal, le futur dessinateur de la série Prudence Petitpas. La grande peur des habitants est alors de se faire enrôler de force par l'armée allemande. Ils font étape à Ostende avant de bifurquer plein sud. Dans la foule, il est séparé de Maurice Maréchal et parvient à monter dans un train pour Toulouse où il est logé par l'administration dans une commune voisine à Saint-Clar-de-Rivière. Il reste presque quatre mois en Haute-Garonne, puis finit par rentrer à Verviers avec un bus.
En 1942, il termine ses humanités et s'inscrit en Droit à l'université de Liège, car sa mère veut qu'il devienne avocat. Il ne fait qu'une année sans même terminer son cycle. En 1944, la bataille des Ardennes ravage sa région. Il part en février 1945 pour Bruxelles, après la bataille, par crainte du retour des Allemands et s'engage dans la Royal Navy. Après une formation en Angleterre, il embarque comme matelot sur un dragueur de mines où il passe ses journées à scruter la mer avec des jumelles à la recherche de sous-marins allemands. Son engagement dure le temps d'une année. Après la guerre, il découvre les dessins animés de Tex Avery.

### Début de carrière

#### Le journalisme
En 1945, il enchaîne plusieurs petits emplois à l'usine et dans l'administration. Il devient journaliste au Courrier du Soir, un journal local à Verviers, où il s'occupe de la chronique judiciaire, ainsi que des chroniques sur les expositions de peintures de 1948 à 1952. Il est notamment très impressionné par le travail de Pablo Picasso. Parallèlement, il dessine pour l'hebdomadaire satirique PAN qui est le seul journal qui accepte ses dessins à l'époque. Il y produit, sous le pseudonyme de Zara, des dessins à l'humour noir inspirés de Virgil Partch.

#### Début dans la bande dessinée
Le Courrier du Soir connaît des problèmes financiers et Raymond Macherot cherche une reconversion avant d'être licencié à son tour. Comme il aime dessiner, on lui suggère de faire de la bande dessinée. Il rencontre Jacques Martin, qui habite lui aussi à Verviers et qui vient de commencer sa série Alix dans le journal Tintin. Jacques Martin, qui fait de la bande dessinée réaliste, ne peut pas travailler avec lui, car selon lui son style est plus fait pour du dessin humoristique. Il débute dans la bande dessinée en adressant plusieurs pages d'une histoire de chevalerie, qu'il intitule Le Chevalier blanc, au journal Tintin. La rédaction le convoque pour lui signifier qu'ils sont intéressés par le scénario de l'histoire, mais qu'ils ne sont pas convaincus par son dessin. Son histoire de chevalier est confiée à Fred Funcken et Raymond Macherot est engagé au studio des éditions du Lombard.

#### Au studio de dessin du Lombard
Pendant un an et demi, il fait ses classes au studio de dessin des éditions du Lombard où il remplace Tibet. Durant cette période, le responsable du studio, Evany, lui apprend le métier d'auteur de bande dessinée en réalisant des titres de rubriques et des dessins pour le journal Tintin. Raymond Macherot dira plus tard qu'il a énormément progressé au côté d'Evany. Un jour, alors qu'ils dessinent des souris, il est interpelé par le patron, Raymond Leblanc qui trouve intéressante sa manière de dessiner les animaux et lui propose d'en faire une bande dessinée. L'histoire Mission « chèvrefeuille » est publiée en 1953 dans le no 32/53 de Tintin.

#### La création deChlorophylle
En 1954, il crée la série Chlorophylle en dessinant sa première grande histoire, Chlorophylle contre les rats noirs. Cette histoire, publiée à partir du no 15/54, est inspirée des charges de cavalerie de l'Empire mongol au temps de Gengis Khan. D'emblée le personnage du méchant Anthracite est mis en avant. Raymond Macherot apprécie ce genre de méchant qui n'arrive à rien et se lamente sur son sort à la fin. L'univers de Chlorophylle, inspiré de Calvo et de Walt Disney, met en scène des animaux pour faire une satire politique du monde contemporain.

### Un auteur confirmé chezTintin
Raymond Macherot enchaîne les histoires de Chlorophylle dans le journal Tintin. Il essaye de faire évoluer lentement l'univers de la série. Albert Weinberg lui conseille de mettre des vêtements à ses personnages, puis il change le cadre de la série en l'implantant en ville pour le faire sortir de la campagne. Raymond Macherot change de ton dans l'histoire Les Croquillards, publiée en 1957, qu'il considère comme l'une de ses préférées. Elle est jugée anarchiste par certains de ses collègues, qui considèrent qu'il est plus fait pour dessiner des histoires « gentilles ». Après le récit suivant, Zizanion le terrible publié en 1958, les éditeurs lui demandent de revenir à un style moins subversif. Ce qu'il fait dès l'histoire suivante, Le Retour de Chlorophylle, qui est réalisée dans un style plus enfantin. Les histoires de Chlorophylle sont publiées sous forme d'albums cartonnés jusqu'au troisième tome, puis en albums brochés, l'éditeur ayant pensé, à tort, que des albums moins chers se vendraient mieux.

### Contributions graphiques
Macherot fournit les illustrations des livres jeunesse d'Yvan Delporte Colin le menuisier (1967) et Le Gâteau de Sibylline dans la Collection du Carrousel de Dupuis. En 1980, il est l'un des nombreux dessinateurs belges à apporter une contribution graphique au livre Il était une fois... les Belges (Lombard, 1980), un recueil de chroniques et d'une page de bande dessinée, publié à l'occasion du 150e anniversaire de la Belgique. La même année, il est l'un des nombreux artistes à apporter une contribution graphique à Pepperland, une bande dessinée collective hommage à la librairie Pepperland, à l'occasion de son 10e anniversaire. Il contribue également à Baston Labaffe no 5 : La Ballade des baffes (Goupil, 1983), bande dessinée collective parodique officielle de Gaston Lagaffe d'André Franquin.

### Carrière
En 1959, Raymond Macherot donne naissance au colonel Clifton, détective britannique, qu'il anime pendant trois aventures de trente pages.
En 1964, Raymond Macherot quitte le Journal de Tintin pour Spirou. Ses personnages, Chlorophylle et Clifton, repris par divers auteurs au cours des ans, connaissent une longue carrière aux Éditions du Lombard, autant en albums que dans les pages des périodiques (Journal de Tintin et Hello Bédé).
En 1964, Raymond Macherot crée le chat détective Chaminou dans les pages de Spirou.
En 1965, Raymond Macherot lance un nouveau personnage, la souris Sibylline, également pour Spirou.
En 1966, Raymond Macherot collabore avec le scénariste Goscinny pour une histoire, toujours dans Spirou, mettant en scène Pantoufle, le chat malchanceux apparu dans Sibylline quelque temps plus tôt.
En 1969, Raymond Macherot collabore également avec Yvan Delporte pour les scénarios de Mulligan, dessiné par Berck, et participe aux premiers opus de la série fantastique Isabelle avec Will, André Franquin et Yvan Delporte.
En 1970, Raymond Macherot et Cauvin créent Mirliton, une autre série de bande dessinée animalière, dans Spirou.
Au début des années 1990, Raymond Macherot prend sa retraite.
En 2006, les Éditions du Lombard, à l'occasion de leur soixantième anniversaire, inaugurent la collection « Millésimes », vouée à rendre hommage aux grands classiques du Journal de Tintin : Chlorophylle est retenu, juste derrière Blake et Mortimer et Corentin.
Dans la nuit du jeudi 25 au vendredi 26 septembre 2008, Raymond Macherot meurt durant son sommeil à Polleur.
À l'occasion de sa mort, Le Lombard et Dupuis, dans un communiqué commun, ont commenté son œuvre en ces termes : « Caricaturant la société des hommes à travers le petit monde des prés et des bois, Macherot a saupoudré toute sa production d'une poésie très personnelle. Il habite toujours sur les hauteurs de Verviers et préfère le rythme des saisons dans la nature au brouhaha intemporel des cités où il n'a jamais voulu s'acclimater. Ce grand classique unanimement apprécié a réalisé quelques-unes des meilleures pages de l'histoire de la bande dessinée belge. »
En 2011, ce sont les éditions Flouzemaker, en association avec Casterman, qui lancent une intégrale Sibylline. La maison d'édition belge indépendante Flouzemaker — le nom de la société est basé sur le personnage de Flouzemaker, un chocard anthropomorphisé, ami de Sibylline —, est créée en 2005 et son capital culturel ainsi que ses publications BD franco-belges reposent sur les travaux et l'univers de Raymond Macherot.
La même année, Lombard, quant à lui, réédite les Clifton de Macherot dans le premier tome de son intégrale Clifton. Sibylline en danger est traduite en anglais (sous le titre Sibyl-Anne vs Raticus).
En 2012, les éditions du Lombard sortent une intégrale Chlorophylle en trois volumes, et une exposition temporaire est installée à la maison de la bande dessinée, présentant environ 150 planches.
Sibylline et les abeilles est traduit en anglais. Avec le rachat de Marsu Productions, les droits de Chaminou et le Khrompire reviennent chez Dupuis.

## Œuvre
Teintée d'une poésie très personnelle, exprimant un état d'esprit « écolo » avant la lettre, l'œuvre de Raymond Macherot consiste principalement en une satire acérée de la société des hommes, d'après communiqué de presse des éditions Lombard et éditions Dupuis. Dans ses séries ayant pour personnages des animaux, la poésie s'allie à un réalisme cruel, tant dans la représentation de la condition animale, gouvernée par la quête de nourriture, que dans la peinture de sociétés animales organisées, qui reproduisent la plupart des travers des sociétés humaines modernes.
Son univers se nourrit de sa fascination pour la civilisation japonaise dont il est admirateur des dessinateurs d'estampes — qui selon lui ont été les premiers à pratiquer la ligne claire —, sa passion de la musique et la pratique de la peinture.  

### Publications

#### Albums de bande dessinée
- Chlorophylle, Le Lombard, 9 volumes, 1956-1981.

- Chaminou et le Khrompire, Dupuis, Marcinelle, 1965.
- Sibylline, Dupuis, 11 volumes, 1967-1985.
- Isabelle (scénario), avec Will (dessin), André Franquin et Yvan Delporte (scénario), Dupuis, 7 albums, 1972-1986.
- Intégrale Isabelle[31], 3 volumes, Le Lombard, 2007.

#### Littérature jeunesse
- Colin le menuisier, scénario Yvan Delporte, Collection du Carrousel no 9, Dupuis, 1967.
- Le Gâteau de Sibylline, scénario Yvan Delporte, Collection du Carrousel no 37, Dupuis, 1969.

#### Revues et journaux

##### Dans leJournal Tintin
- Le Véritable Monde perdu[16], L'Homme qui tua le Diable, L'Odyssée du "Flandre Impériale", Les Perles de la reine, Mission "Chèvrefeuille", cinq récits de cinq pages, 1953.
- Onze illustrations de contes, 1953-1954.
- Chlorophylle, dix histoires à suivre, 1955-1963.
- Le Docteur Finet a disparu, quatre pages, 1956.
- Klaxon, deux récits courts, 1956-1958.
- Père la Houle, une histoire à suivre et un récit court, 1957-1958.
- Promenade en mer (dessin), avec René Goscinny, trois pages, 1958.
- Clifton, trois histoires à suivre, 1960-1961.

##### Dans leJournal Spirou
- Chaminou et le Khrompire[38], histoire à suivre, 1964.
- Vingt-sept histoires à suivre et seize récits courts de Sibylline, 1965-1990. Un des récits courts a été scénarisé par Paul Deliège.
- Vingt-cinq couvertures, 1965-1985.
- Pantoufle (dessin), avec René Goscinny (scénario), histoire à suivre, 1966. Repris en 1979 avec Stephen Desberg au scénario, un récit court, puis en 1980 seul, deux récits courts.
- Deux histoires à suivre de Mulligan (scénario), avec Berck (dessin) :

1. New York 1933, 1968.
2. Mulligan et le fils de Schéhérazade, avec Yvan Delporte (coscénario), 1969.

- Deux récits courts et sept histoires à suivre d'Isabelle (coscénario), avec Delporte et André Franquin (coscénario) et Will (dessin), 1969-1975.
- 33 récits courts et un gag de Mirliton, avec Raoul Cauvin, 1970-1975.
- Tante Mirmy Popcorn, trois pages, 1985.

### Adaptation en dessin animé
- 1960 : Chlorophylle et Minimum dans Le Bosquet Hanté[39],[40], d'après Raymond Macherot, court métrage de Ray Goossens de 9 min 12 s, Éditions du Lombard, chef animateur : Willy Lateste, chanson interprétée par Viviane Chantel, décors : H. de Reymaeker.

### Expositions
- Exposition Macherot à l'Espace BD à Bruxelles d'avril à juin 1990.
- L'Univers de René Hausman et Raymond Macherot au Palais des Expositions de Charleroi dans le cadre du 6e festival international BD Charleroi - Image 91 du 22 au 24 novembre 1991.
- Exposition Raymond Macherot au Centre belge de la bande dessinée à Bruxelles, en 1996.
- Macherot, un dessinateur aux champs au Musée de la bande dessinée d'Angoulême, du 27 janvier au 27 septembre 1999[41].
- Macherot, Maison de la bande dessinée, Bruxelles, du 15 février au 10 juin 2012[26].
- Raymond Macherot, le centenaire, Centre culturel de Verviers du 20 février au 27 mars 2024[42].
- Raymond Macherot[43], dans le cadre du Salon de la bande dessinée et de l'illustration 2025 de Molsheim, musée de la chartreuse de Molsheim du 7 au 20 août 2025.

### Collections publiques
16 œuvres de cet artiste sont conservées au Centre belge de la bande dessinée et font partie du patrimoine mobilier de la région Bruxelles-Capitale.
Il est aussi présent dans la collection, dont les planches ont été classées « Trésor » de la Fédération Wallonie-Bruxelles, du Musée des Beaux-Arts de Liège et depuis 2016 détenues par La Boverie,.
La cité de l'image et de la bande dessinée à Angoulême conserve également des originaux de Macherot dans sa collection. 

## Réception

### Distinctions
- 1988 :  Chevalier de l'ordre de Léopold le 12 février comme auteur ayant plus de vingt ans de carrière[47].

### Prix
- 1995 :  prix géant de la BD 1994 décerné par la Chambre belge des experts en bande dessinée[48],[49],[50] pour l'ensemble de son œuvre.